# Corinna R. Unger
Corinna Ruth Unger (* 18. August 1978 in München) ist eine deutsche Historikerin und Hochschullehrerin am European University Institute in Florenz.

## Leben
Corinna Unger wuchs in Essen-Werden auf und studierte von 1997 bis 2001 Geschichte, Historische Anthropologie, Politikwissenschaft und Soziologie an der Albert-Ludwigs-Universität Freiburg, der Humboldt-Universität zu Berlin, der Freien Universität Berlin und der University at Albany/SUNY, New York (USA), wo sie 2001 ihren Masterabschluss erwarb. Im Dezember 2005 wurde sie in Freiburg mit einer von Ulrich Herbert betreuten Arbeit über die Ostforschung in Westdeutschland nach 1945 promoviert. Sie war Professorin für Neuere Europäische Geschichte an der Jacobs University Bremen und Research Fellow am German Historical Institute Washington D.C. Sie ist Professorin für Global- und Kolonialgeschichte (19. und 20. Jahrhundert) an der Abteilung für Geschichte des European University Institute.
Ihre Forschung in den letzten Jahren konzentrierte sich auf die Geschichte der Entwicklung und Dekolonisierung, die Geschichte internationaler Organisationen und die Geschichte der Sozialwissenschaften.

## Schriften (Auswahl)
- Ostforschung in Westdeutschland. Die Erforschung des europäischen Ostens und die Deutsche Forschungsgemeinschaft, 1945–1975. Steiner, Stuttgart 2007, ISBN 3-515-09026-6 (zugl.: Freiburg (Breisgau), Univ. Diss. 2005 u.d.T.: Ostforschung in Westdeutschland nach 1945 im Kontext des Kalten Krieges).
- Reise ohne Wiederkehr? Leben im Exil 1933 bis 1945. Primus, Darmstadt 2009, ISBN 978-3-89678-382-0.
- Entwicklungspfade in Indien. Eine internationale Geschichte 1947–1980. Wallstein, Göttingen 2015, ISBN 978-3-8353-1754-3.
- International development. A postwar history. Bloomsbury, London u. a. 2018, ISBN 978-1-4725-7630-9.
- mit Iris Borowy, Corinne A. Pernet (Hrsg.): The Routledge handbook on the history of development. Routledge, New York, NY 2022, ISBN 978-0-367-36600-1.